# Alexandra Núñez
Alexandra Núñez Sorich es una ingeniera comercial y política chilena. Se desempeñó como intendenta de la Región de Atacama y gobernadora de la provincia de Huasco durante el segundo gobierno de Michelle Bachelet.

## Biografía y carrera política
Nació en Copiapó y vivió en Vallenar, y estudió Ingeniería Comercial en la Universidad Católica del Norte. En marzo de 2014 fue nombrada gobernadora de la provincia de Huasco. Antes de eso, se desempeñó como directora regional de la Corporación de Fomento de la Producción de Atacama, en la ejecución de las labores como seremi subrogante de economía y como jefa de unidad de control regional de la Subsecretaría de Desarrollo Regional y Administrativo.
En julio de 2017, fue nombrada Intendenta de la Región de Atacama en reemplazo del hasta entonces Intendente Miguel Vargas Correa, cargo en que se mantuvo hasta el final de su mandato.
Milita en el Partido Demócrata Cristiano.